# Función digamma

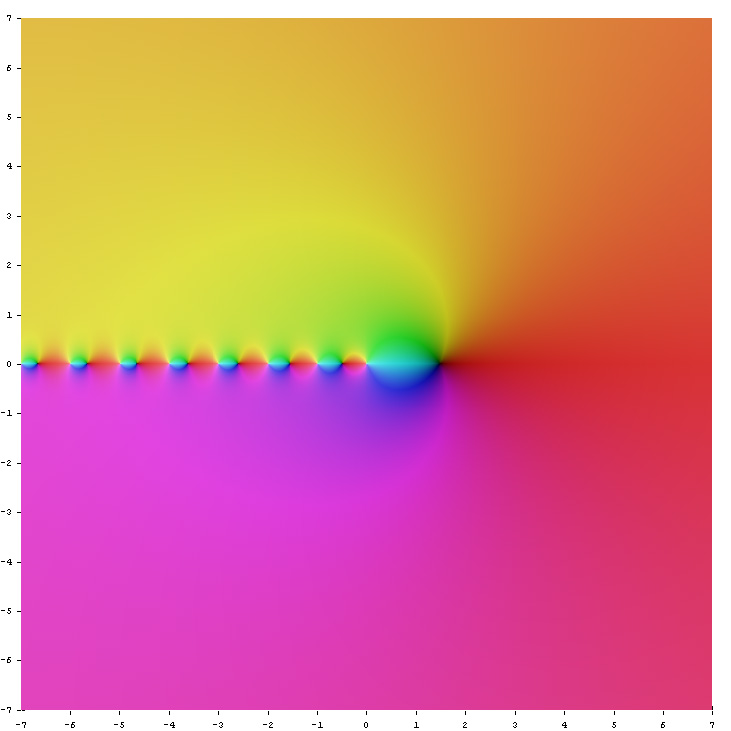
Función Digamma en el plano complejo. El color de un punto codifica el valor de .Colores fuertes denotan valores cercanos a cero y el tono codifica el valor del argumento.

En matemáticas, la función digamma se define como la derivada logarítmica de la función gamma:
{\displaystyle \psi (x)={\frac {d}{dx}}\ln \Gamma (x)={\frac {\Gamma '(x)}{\Gamma (x)}}}
donde {\displaystyle \Gamma } denota la función gamma.
La función digamma es la primera de las funciones poligamma.
La función digamma también suele denotarse por {\displaystyle \psi _{0}(x)}, {\displaystyle \psi ^{(0)}(x)} o como {\displaystyle \Psi (x)}.

## Relación con los números armónicos
La función gamma satisface la ecuación
{\displaystyle \Gamma (x+1)=x\Gamma (x)}
derivando la expresión anterior respecto a {\displaystyle x} obtenemos
{\displaystyle {\begin{aligned}{\frac {d}{dx}}\;\Gamma (x+1)&={\frac {d}{dx}}x\Gamma (x)\\&=x\Gamma '(x)+\Gamma (x)\\\Gamma '(x+1)&=x\Gamma '(x)+\Gamma (x)\end{aligned}}}
dividiendo ambos lados de la igualdad por {\displaystyle \Gamma (x+1)=x\Gamma (x)} obtenemos
{\displaystyle {\begin{aligned}{\frac {\Gamma '(x+1)}{\Gamma (x+1)}}&={\frac {x\Gamma '(x)+\Gamma (x)}{x\Gamma (x)}}\\&={\frac {\Gamma '(x)}{\Gamma (x)}}+{\frac {1}{x}}\end{aligned}}}
o 
{\displaystyle \psi (x+1)=\psi (x)+{\frac {1}{x}}}
Dado que los números armónicos están definidos para {\displaystyle n\in \mathbb {Z} ^{+}} como
{\displaystyle H_{n}=\sum _{k=1}^{n}{\frac {1}{k}}}
la función digamma se relaciona con ellos mediante
{\displaystyle {\begin{aligned}\psi (n)&=H_{n-1}-\gamma \\&=\sum _{k=1}^{n-1}{\frac {1}{k}}-\gamma \end{aligned}}}
donde {\displaystyle H_{0}=0} y {\displaystyle \gamma } es la constante de Euler-Mascheroni.

## Representación integral
Si {\displaystyle \operatorname {Re} (x)>0} entonces la función digamma tiene la siguiente representación integral debida a Gauss 
{\displaystyle \psi (x)=\int _{0}^{\infty }\left({\frac {e^{-t}}{t}}-{\frac {e^{-xt}}{1-e^{-t}}}\right)dt}
combinando esta expresión con una integral que representa la constante de Euler-Mascheroni {\displaystyle \gamma } tenemos
{\displaystyle \psi (x+1)=-\gamma +\int _{0}^{1}\left({\frac {1-t^{x}}{1-t}}\right)dt}
esta integral es el número armónico de Euler {\displaystyle H_{x}} por lo que la fórmula anterior puede ser escrita como
{\displaystyle \gamma (x+1)=\gamma (1)+H_{x}}
Una consecuencia es la siguiente relación de recurrencia
{\displaystyle \gamma (w+1)-\gamma (x+1)=H_{w}-H_{x}}
Otra representación integral, debido a Dirichlet, es la siguiente
{\displaystyle \gamma (x)=\int _{0}^{\infty }{\frac {1}{t}}\left(e^{-t}-{\frac {1}{(1+t)^{x}}}\right)dx}

## Representación como un producto
La función {\displaystyle \psi (x)/\Gamma (x)} es una función entera y puede ser representada por el producto infinito
{\displaystyle {\frac {\psi (x)}{\Gamma (x)}}=e^{-2\gamma x}\prod _{k=0}^{\infty }\left(1-{\frac {x}{x_{k}}}\right)e^{\frac {x}{x_{k}}}}
donde {\displaystyle x_{k}} es el {\displaystyle k}-ésimo cero de {\displaystyle \psi } y {\displaystyle \gamma } es la constante de Euler-Mascheroni.

## Series
Utilizando fórmula del producto de Euler para la función gamma, junto con la ecuación funcional y una identidad para la constante de Euler-Mascheroni, obtenemos la siguiente expresión para la función digamma 
{\displaystyle {\begin{aligned}\psi (x+1)&=-\gamma +\sum _{n=1}^{\infty }\left({\frac {1}{n}}-{\frac {1}{n+x}}\right)\\&=-\gamma +\sum _{n=1}^{\infty }{\frac {x}{n(n+x)}}\end{aligned}}}
o equivalentemente 
{\displaystyle {\begin{aligned}\psi (x)&=-\gamma +\sum _{n=0}^{\infty }\left({\frac {1}{n+1}}-{\frac {1}{n+x}}\right)\\&=-\gamma +\sum _{n=0}^{\infty }{\frac {x-1}{(n+1)(n+x)}}\end{aligned}}}
La identidad anterior puede ser usada para evaluar sumas de la forma
{\displaystyle \sum _{n=0}^{\infty }{\frac {p(n)}{q(n)}},}
donde {\displaystyle p(n)} y {\displaystyle q(n)} son polinomios de grado {\displaystyle m}.
Empleando fracciones parciales en {\displaystyle u_{n}} y en el caso en el que las raíces de {\displaystyle q(n)} son raíces simples,
{\displaystyle u_{n}={\frac {p(n)}{q(n)}}=\sum _{k=1}^{m}{\frac {a_{k}}{n+b_{k}}}}
para que la serie converja
{\displaystyle \lim _{n\to \infty }nu_{n}=0}
en caso contrario la serie diverge. Dado que
{\displaystyle \sum _{k=1}^{m}a_{k}=0}
y
{\displaystyle {\begin{aligned}\sum _{n=0}^{\infty }{\frac {p(n)}{q(n)}}&=\sum _{n=0}^{\infty }\sum _{k=1}^{m}{\frac {a_{k}}{n+b_{k}}}\\&=\sum _{n=0}^{\infty }\sum _{k=1}^{m}a_{k}\left({\frac {1}{n+b_{k}}}-{\frac {1}{n+1}}\right)\\&=\sum _{k=1}^{m}\left(a_{k}\sum _{n=0}^{\infty }\left({\frac {1}{n+b_{k}}}-{\frac {1}{n+1}}\right)\right)\\&=-\sum _{k=1}^{m}a_{k}(\psi (b_{k})+\gamma )\\&=-\sum _{k=1}^{m}a_{k}\psi (b_{k})\end{aligned}}}
Con las expansiones en series uno puede obtener
{\displaystyle {\begin{aligned}\sum _{n=0}^{\infty }u_{n}&=\sum _{n=0}^{\infty }\sum _{k=1}^{m}{\frac {a_{k}}{(n+b_{k})^{r_{k}}}}\\&=\sum _{k=1}^{m}{\frac {(-1)^{r_{k}}}{(r_{k}-1)!}}a_{k}\psi ^{r_{k}-1}(b_{k})\end{aligned}}}

## Serie de Taylor
La función digamma tiene una serie zeta racional, dada por la serie de Taylor en {\displaystyle x=1}, esta es
{\displaystyle \psi (x+1)=-\gamma -\sum _{k=1}^{\infty }\zeta (k+1)(-x)^{k}}
y converge para {\displaystyle |x|<1} donde {\displaystyle \zeta (n)} denota la función zeta de Riemann.

## Serie de Newton
La serie de Newton para la función digamma, en ocasiones llamada como serie de Stern, está dada por
{\displaystyle \psi (s+1)=-\gamma -\sum _{k=1}^{\infty }{\frac {(-1)^{k}}{k}}{\binom {s}{k}}}
donde {\textstyle {\binom {s}{k}}} es el coeficiente binomial. La expresión anterior puede ser generalizada a 
{\displaystyle \psi (s+1)=-\gamma -{\frac {1}{m}}\sum _{k=1}^{m-1}{\frac {m-k}{s+k}}-{\frac {1}{m}}\sum _{k=1}^{\infty }{\frac {(-1)^{k}}{k}}\left[{\binom {s+m}{k+1}}-{\binom {s}{k+1}}\right]}
donde {\displaystyle m=2,3,4,\dots }

## Fórmula de reflexión
La función digamma satisface una fórmula de reflexión similar a la que se cumple para la función gamma,
{\displaystyle \psi (1-x)-\psi (x)=\pi \cot(\pi x)}

## Teorema digamma de Gauss
Para {\displaystyle r,m\in \mathbb {Z} ^{+}} con {\displaystyle r<m}, la función digamma puede ser expresada en términos de la constante de Euler-Mascheroni y un número finito de funciones elementales 
{\displaystyle \psi \left({\frac {r}{m}}\right)=-\gamma -\ln(2m)-{\frac {\pi }{2}}\cot \left({\frac {r\pi }{m}}\right)+2\sum _{n=1}^{\left\lfloor {\frac {m-1}{2}}\right\rfloor }\cos \left({\frac {2\pi nr}{m}}\right)\ln \operatorname {sen} \left({\frac {\pi n}{m}}\right)}